# Parazelum
Parazelum is een geslacht van rechtvleugeligen uit de familie veldsprinkhanen (Acrididae). De wetenschappelijke naam van dit geslacht is voor het eerst geldig gepubliceerd in 1921 door Sjöstedt.

## Soorten
Het geslacht Parazelum omvat de volgende soorten:
- Parazelum nigripes Sjöstedt, 1921
- Parazelum rubripes Sjöstedt, 1921